# Tribu (biologie)
Pour les articles homonymes, voir Tribu.
Dans la systématique classique, « linnéenne », des êtres vivants, la tribu a un rang taxonomique intermédiaire entre le genre et la famille : la famille est subdivisée en tribus, et chaque tribu en genres 
.
Certaines tribus sont subdivisées en sous-tribus (en), chacune groupant plusieurs genres.
Les aspects formels des noms de rangs sont fixés par les codes de nomenclature pour  la zoologie, la botanique, la mycologie et la bactériologie.

## Terminaisons latines indiquant le rang
Le nom scientifique des tribus se termine par le suffixe -ae ou -eae
 (mais pas -aceae, réservé aux familles) chez les plantes, les algues et les champignons, -eae chez les bactéries et -ini chez les animaux.

### Exemples
- Animaux : Scombrini, Hominini, Calyptorhynchini, Cacatuini, Nymphicini.
- Végétaux : Acacieae, Genisteae, Andropogoneae.
- Champignons (Fungi) : Agariceae, Bolbitieae, Encoelioideae
- Bactéries : Bacteroideae, Brucelleae, Escherichieae, Micrococceae, Proteeae, Rickettsieae, Salmonelleae, Staphylococceae, Streptococceae,  etc.

## Autres rangs taxonomiques
Les rangs taxonomiques utilisés en systématique linnéenne pour indiquer la hiérarchie entre les taxons nommés dans la classification du monde vivant sont les suivants (par ordre décroissant) :
- Super-règne, Empire, Domaine (Superregnum, Imperium, Dominium)
- Règne (Regnum)
- Sous-règne (Subregnum)
- Rameau (Ramus, « branch » en anglais)
- Infra-règne (Infraregnum)
  - Super-embranchement, Super-division (Superphylum, Superdivisio)
  - Embranchement, Division (Phylum, Divisio)[4]
  - Sous-embranchement, Sous-division (Subphylum, Subdivisio)
  - Infra-embranchement (Infraphylum)
  - Micro-embranchement (Microphylum)
    - Super-classe (Superclassis)
    - Classe (Classis)
    - Sous-classe (Subclassis)
    - Infra-classe (Infraclassis)
      - Super-ordre (Superordo)
      - Ordre (Ordo)
      - Sous-ordre (Subordo)
      - Infra-ordre (Infraordo)
      - Micro-ordre (Microordo)
        - Super-famille (Superfamilia)
        - Famille (Familia)
        - Sous-famille (Subfamilia)
        - Super-tribu (Supertribus)
        - Tribu (Tribus)
        - Sous-tribu (Subtribus)
          - Genre (Genus)
          - Sous-genre (Subgenus)
          - Section (Sectio)
          - Sous-section (Subsectio)
            - Espèce (Species)
            - Sous-espèce (subspecies) – dernier rang zoologique officiel[5]
            - Variété (varietas) – race étant un rang zoologique informel[5]
            - Sous-variété (subvarietas) – sous-race étant un rang zoologique informel[5]
            - Forme (forma) dernier rang en mycologie – forme étant un rang zoologique informel
            - Sous-forme (subforma)